# Nagima
Pour plus de détails, voir Fiche technique et Distribution.
Nagima (Нахима) est un film kazakh de la réalisatrice Zhanna Issabayeva sorti en 2013.

## Synopsis
Abandonnée à sa naissance, Nagima partage maintenant un petit logement près d'Almaty avec Anya, une jeune femme enceinte et également orphelinet. L'accouchement se passe mal et Anya meurt lors de la naissance de sa petite fille aussitôt placée en institution. Pour empêcher que l'histoire ne se reproduise, Nagima décide d'adopter l'enfant.

## Fiche technique
- Titre : Nagima
- Titre original : Нахима
- Réalisation : Zhanna Issabayeva
- Scénario : Zhanna Issabayeva
- Photographie : Sayat Zhangazinov
- Montage : Azamat Altybasov

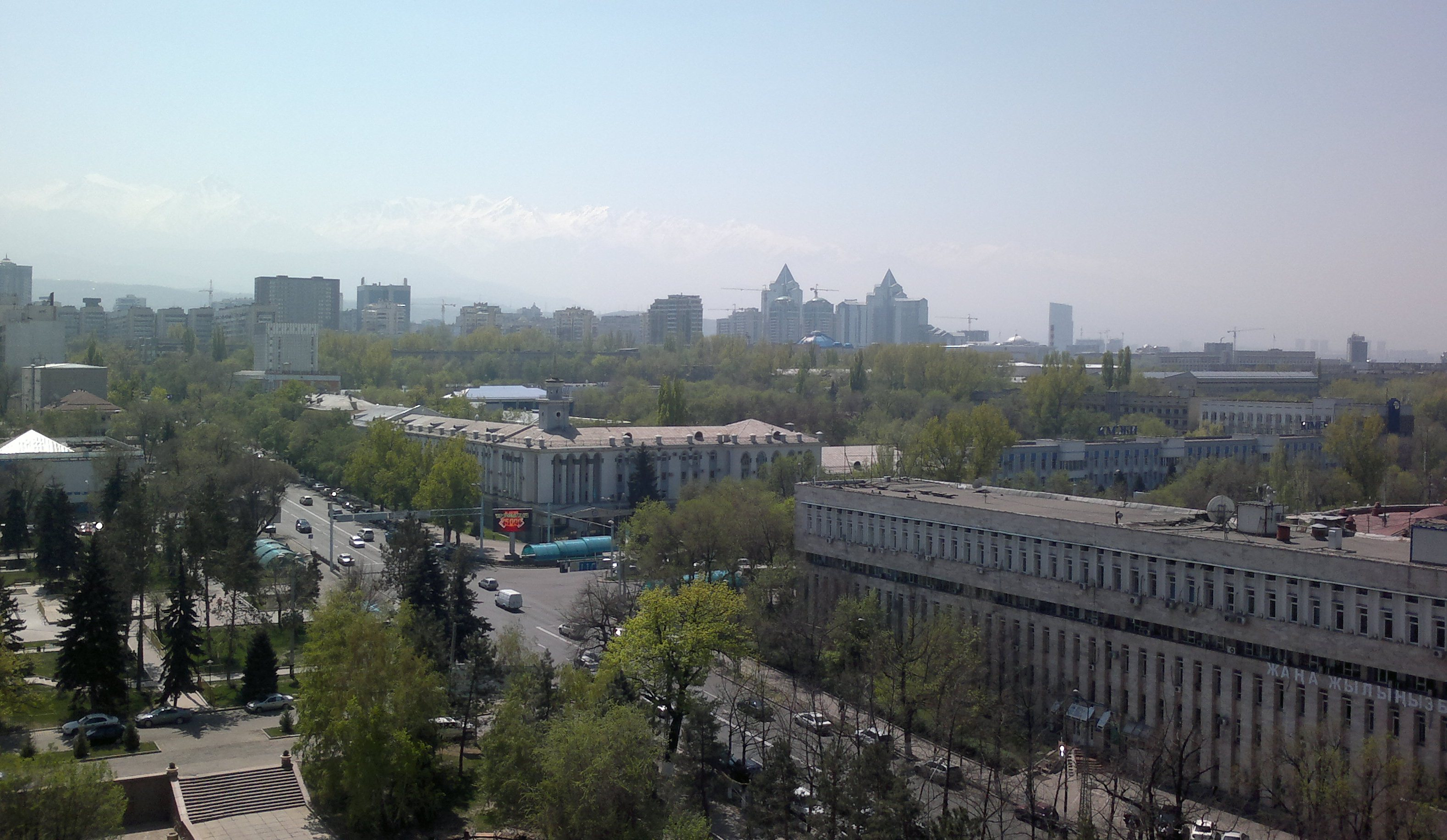
Vue d'Almaty

- Production : Yerlan Bazhanov, Zhanna Issabayeva
- Société de production : Sun Production
- Société de distribution : Paname Distribution (France)
- Pays :  Kazakhstan
- Genre : Drame
- Durée : 120 minutes
- Dates de sortie : 
  -  Corée du Sud : 4 octobre 2013 (festival international du film de Busan)
  -  France : 26 novembre 2014

## Distribution
- Aidar Mukhametzhanov : Abai
- Mariya Nezhentseva : Anya
- Galina Pyanova : Ninka
- Dina Tukubayeva : Nagima

## Prix et récompenses
- 2014 : Festival du film asiatique de Deauville : Lotus du meilleur film[1]